# Llista de peixos de la Mar Negra

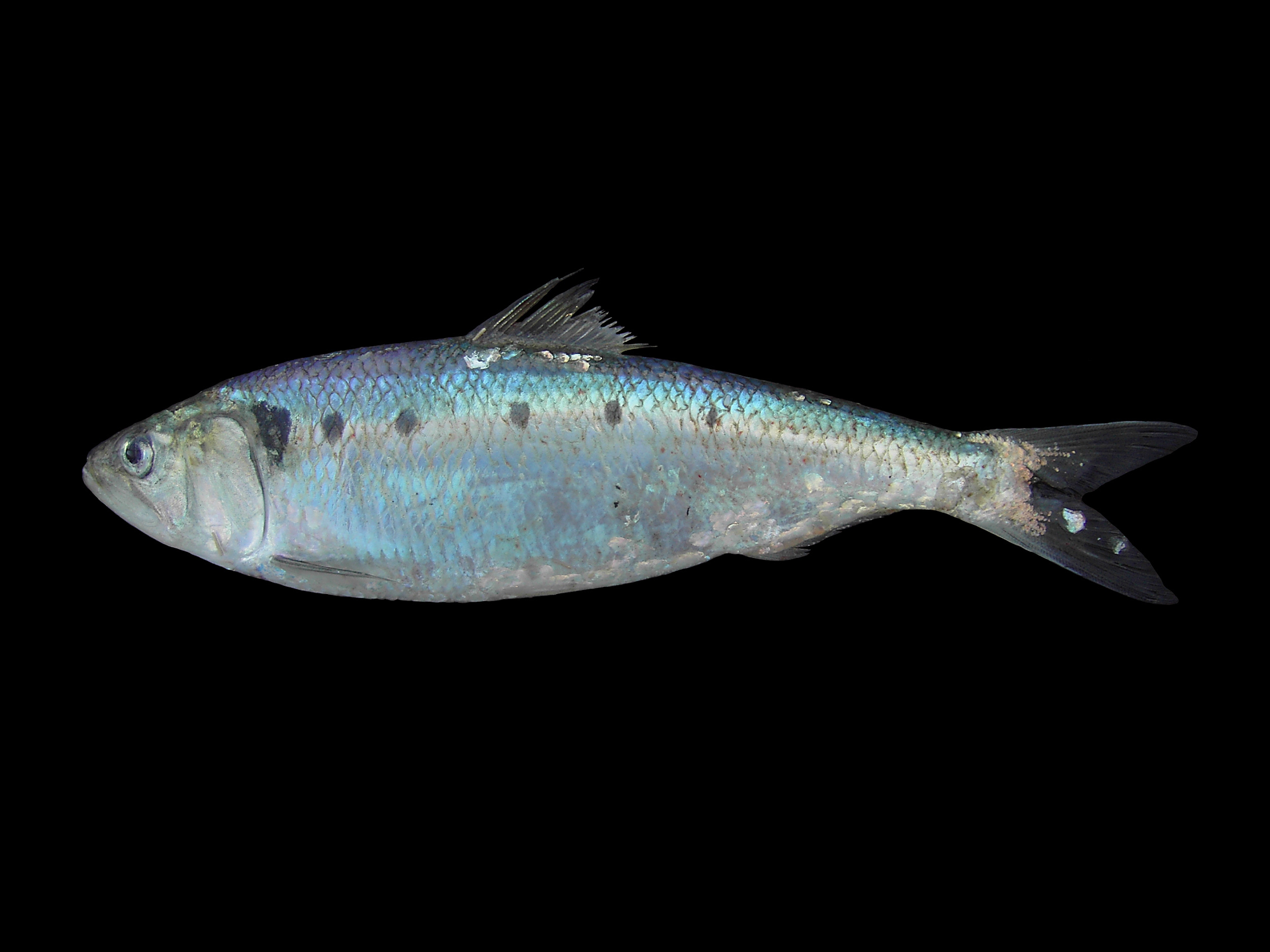
Alosa fallax

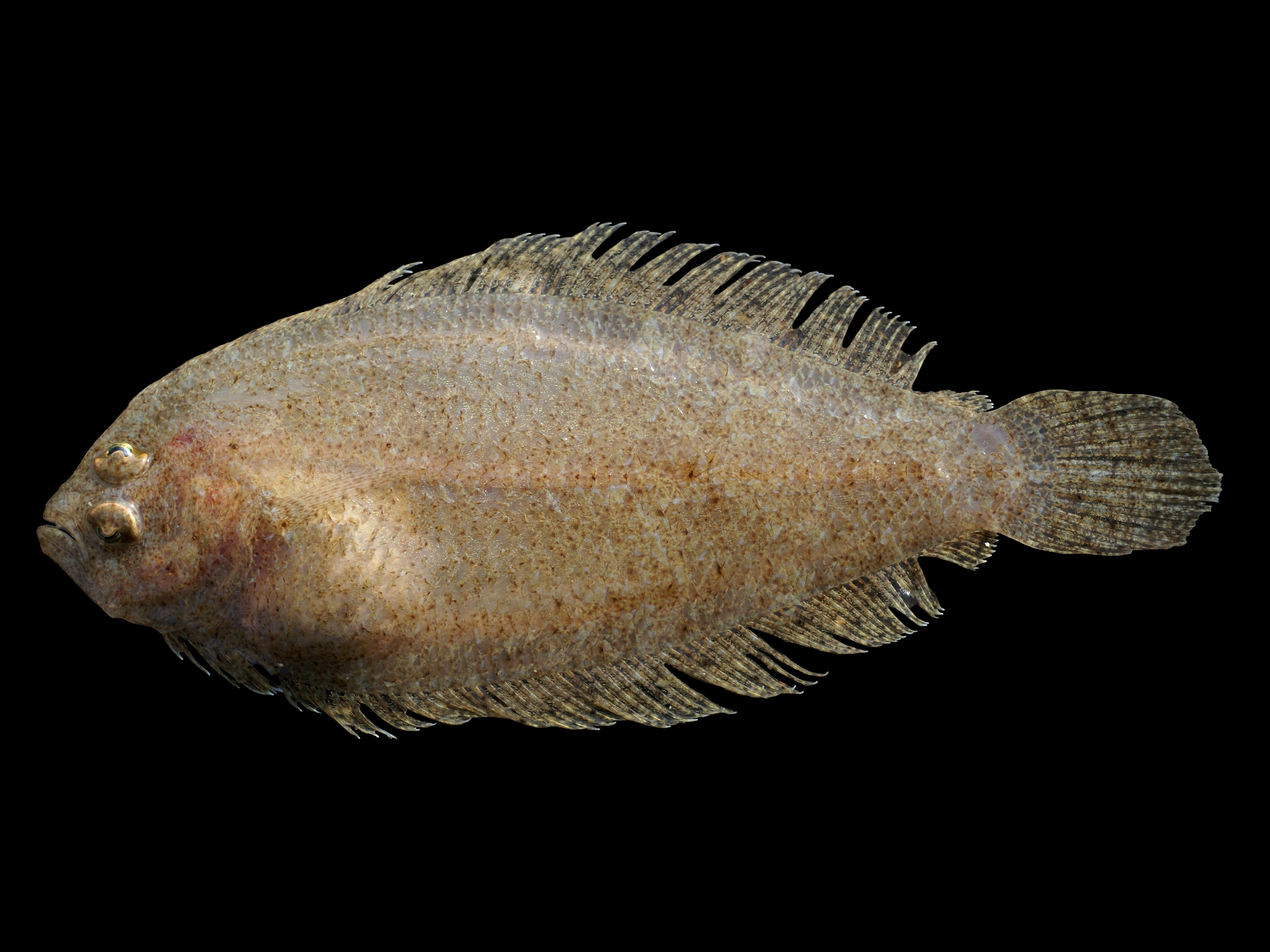
Arnoglossus laterna

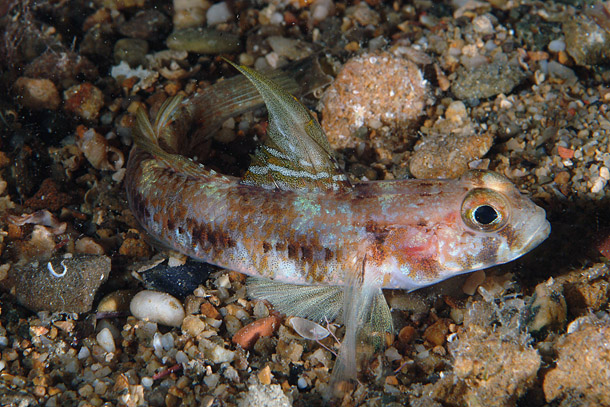
Gobius niger

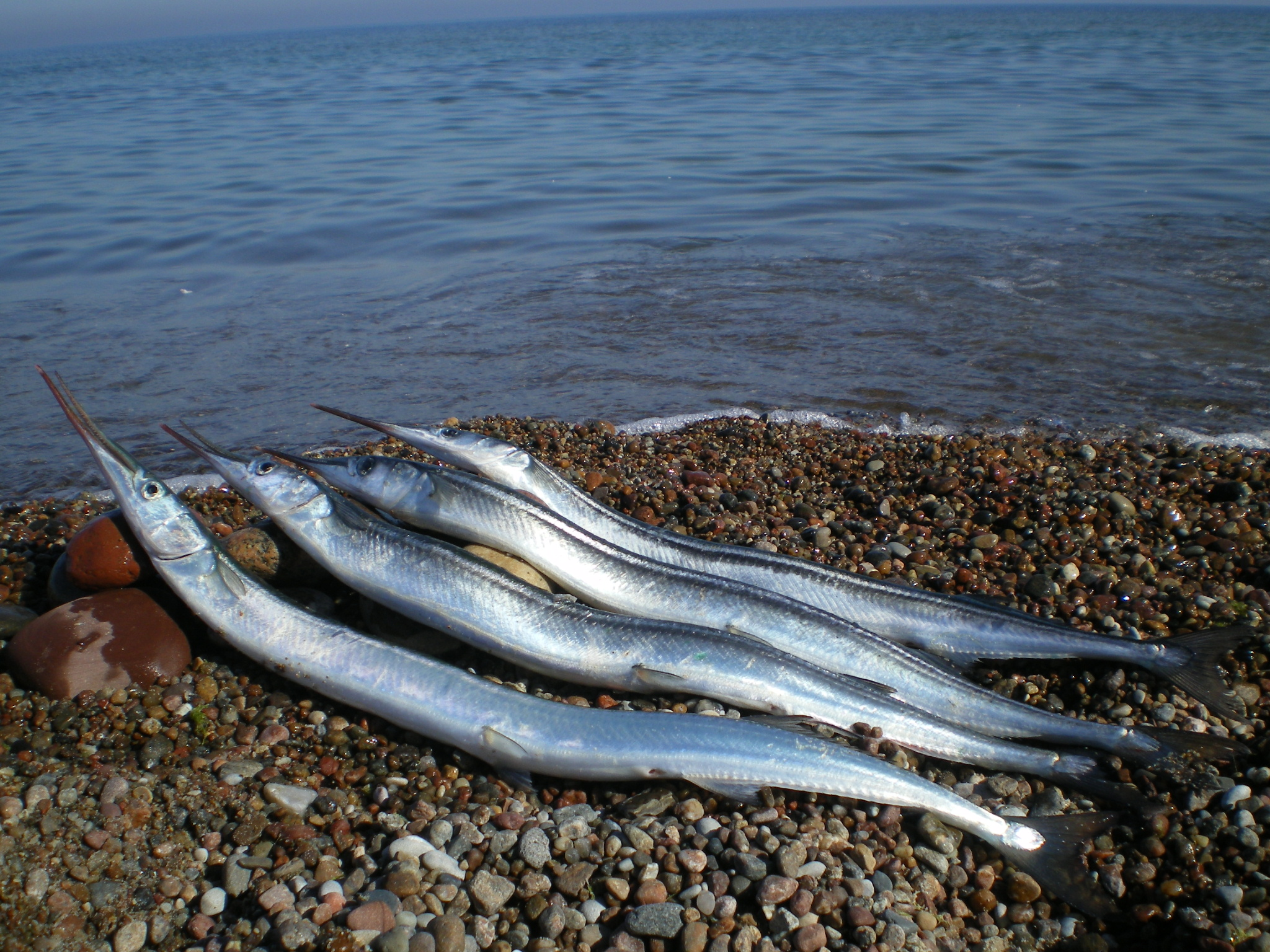
Belone belone

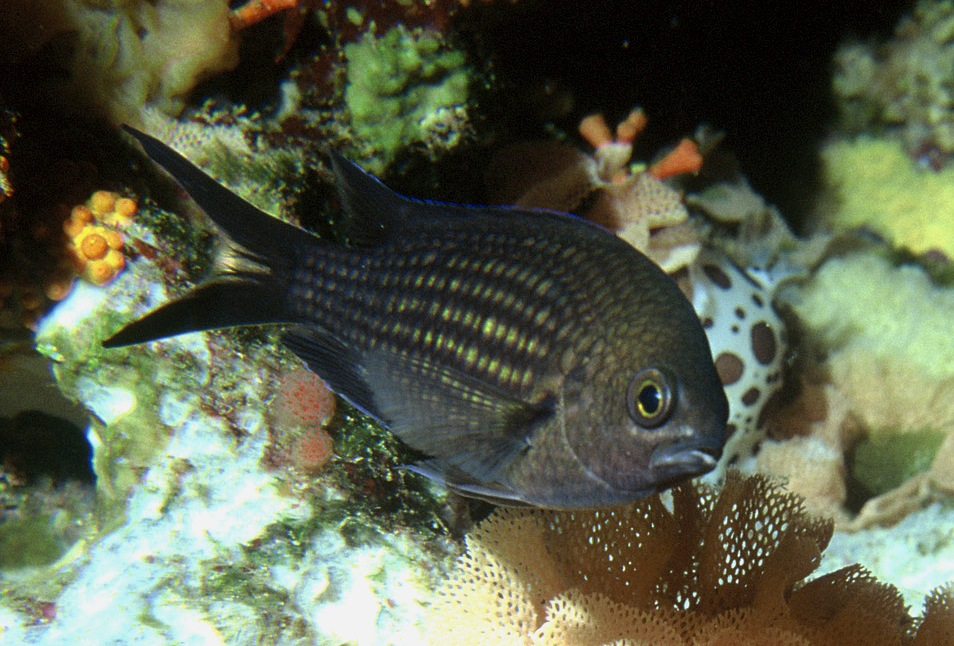
Chromis chromis

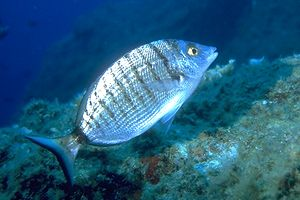
Diplodus puntazzo

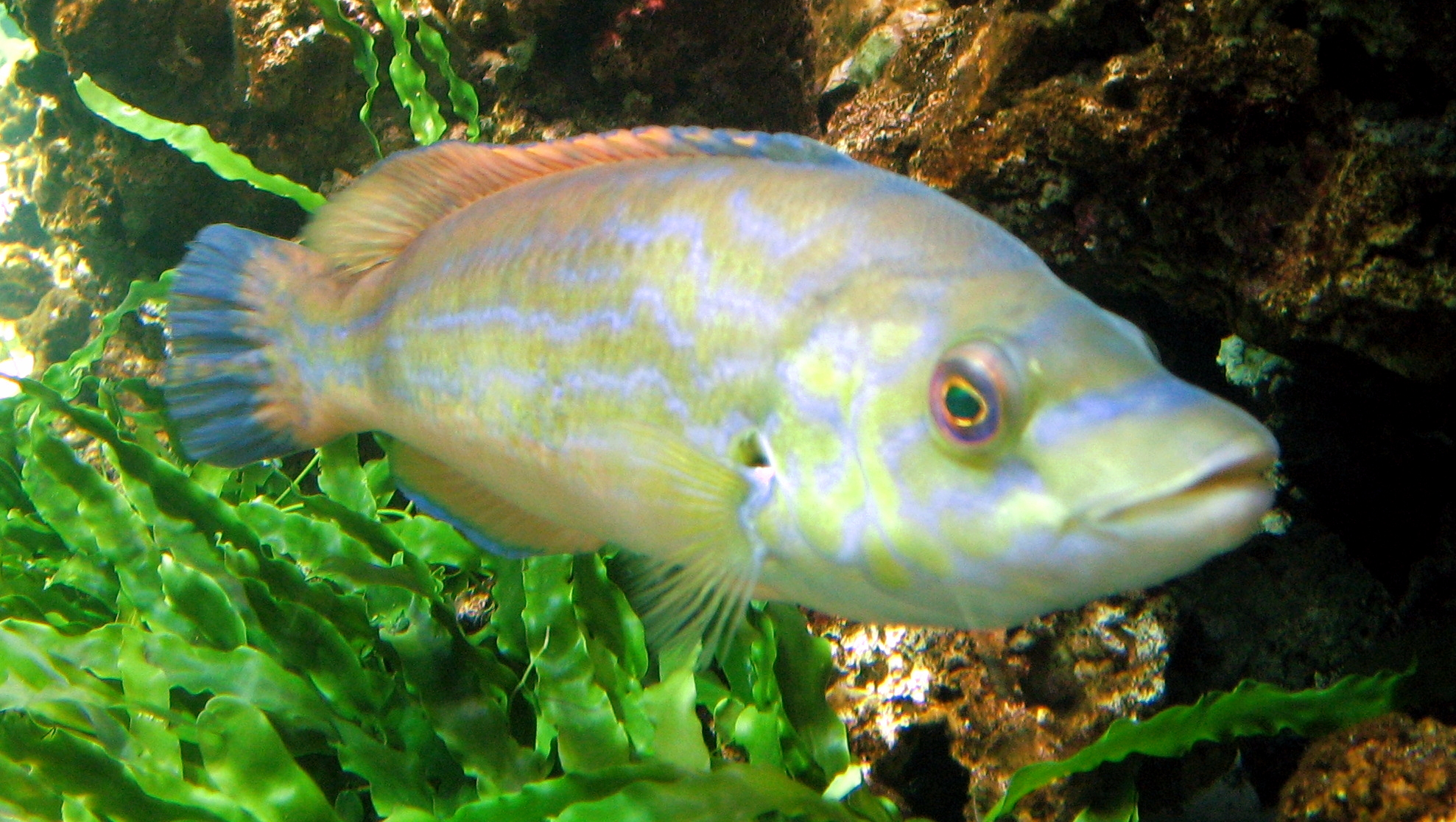
Labrus mixtus

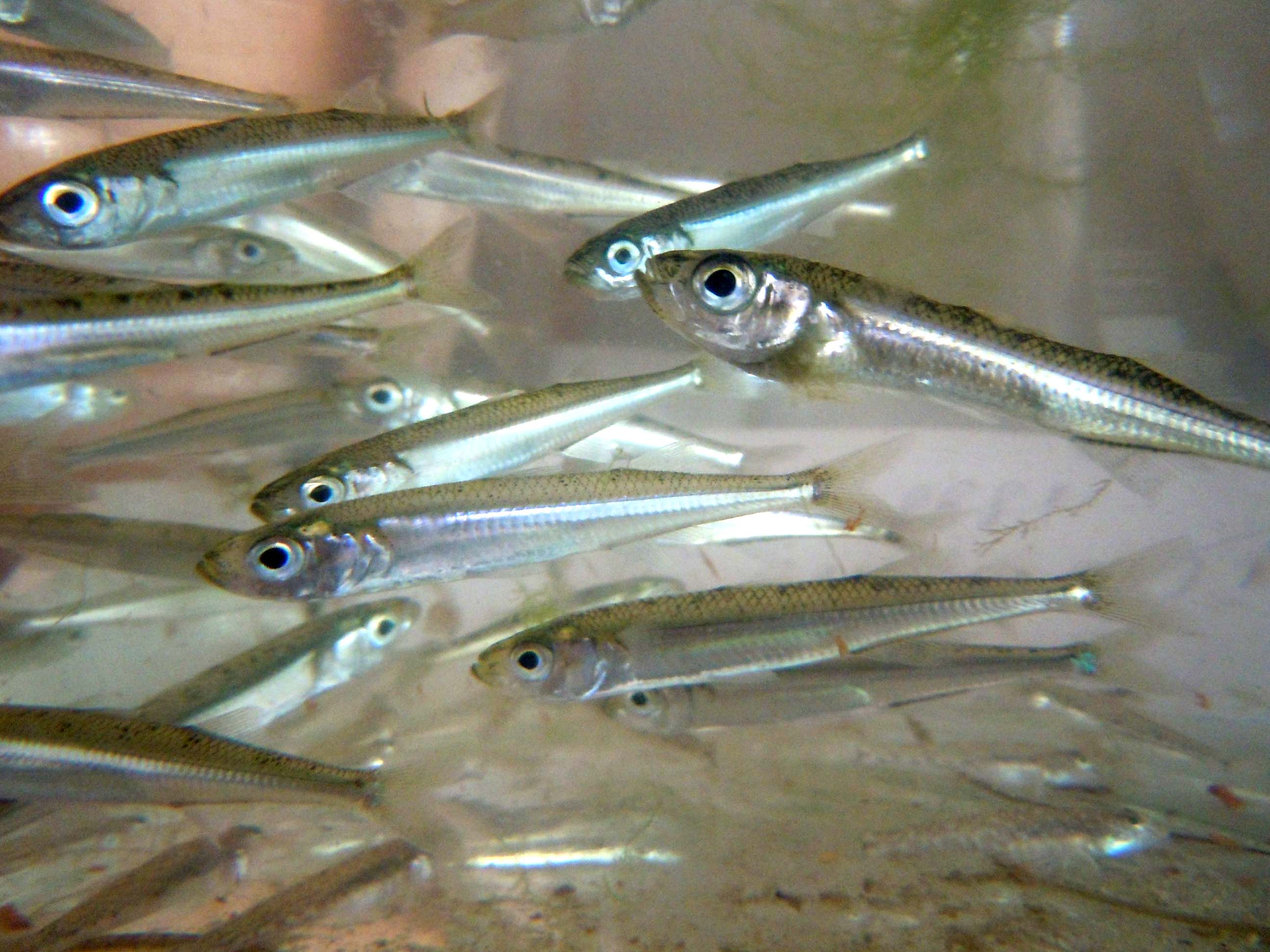
Atherina boyeri

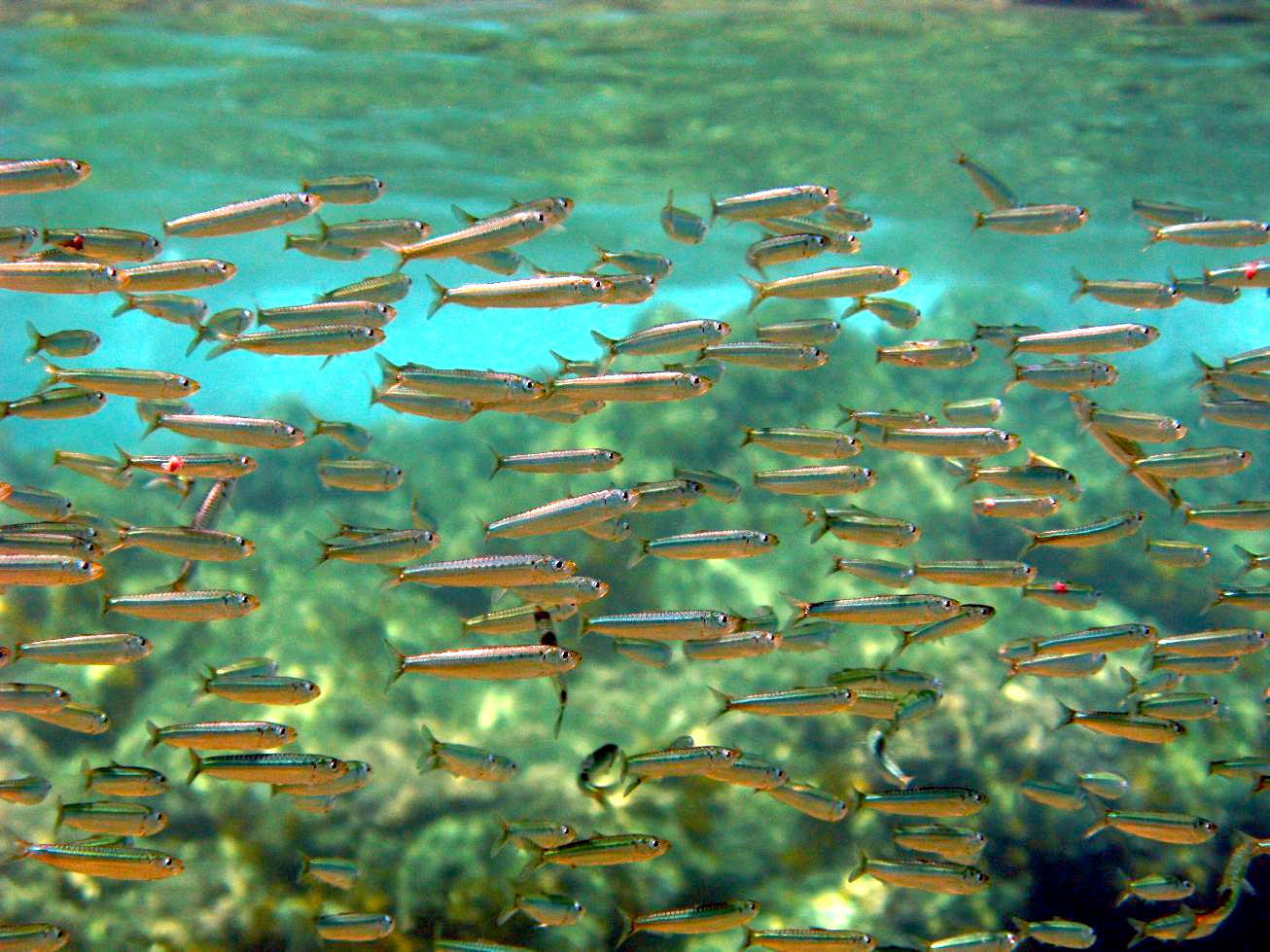
Sardina pilchardus

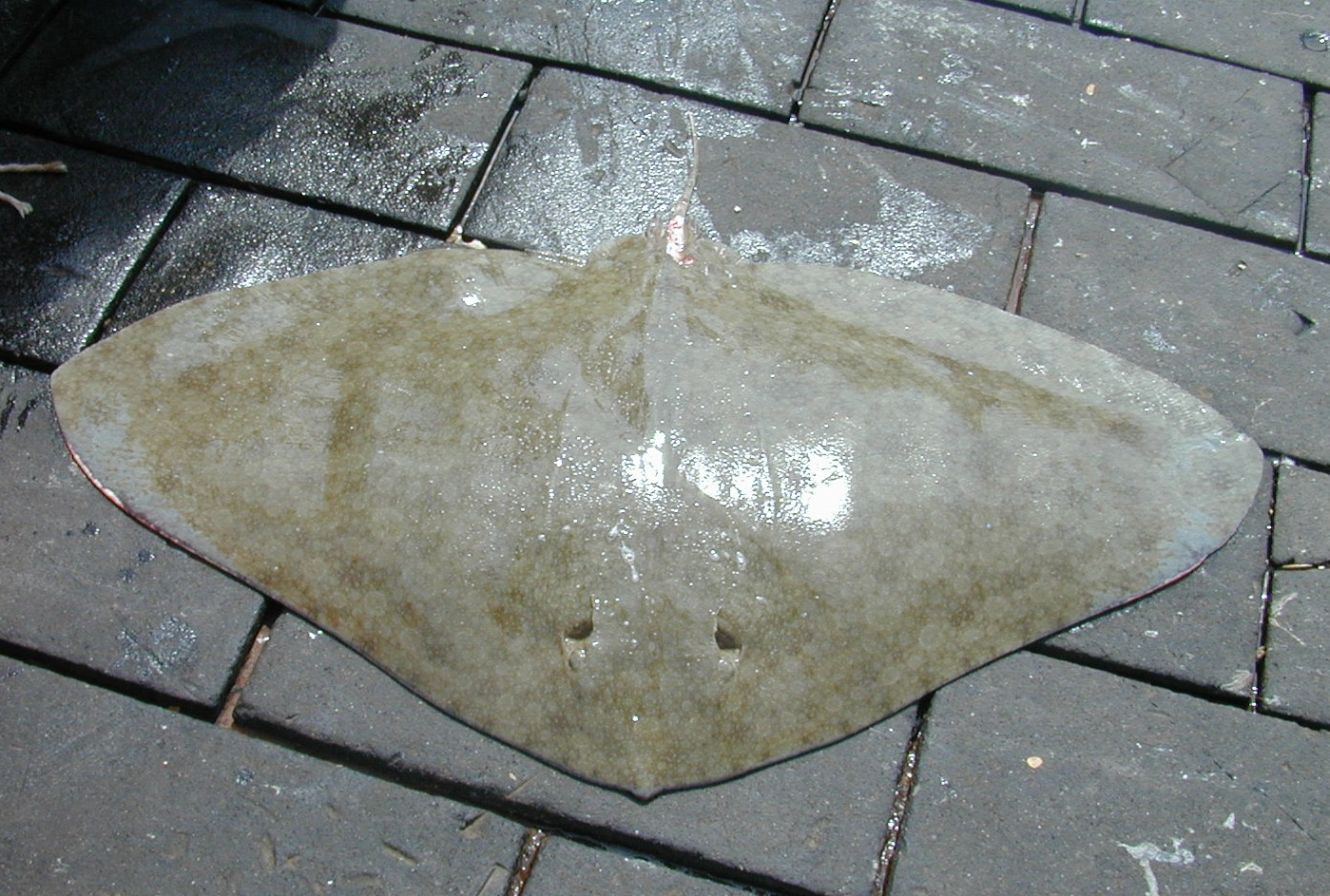
Gymnura altavela

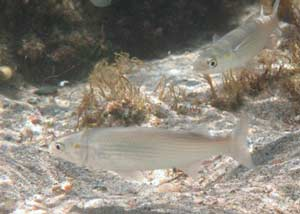
Liza aurata

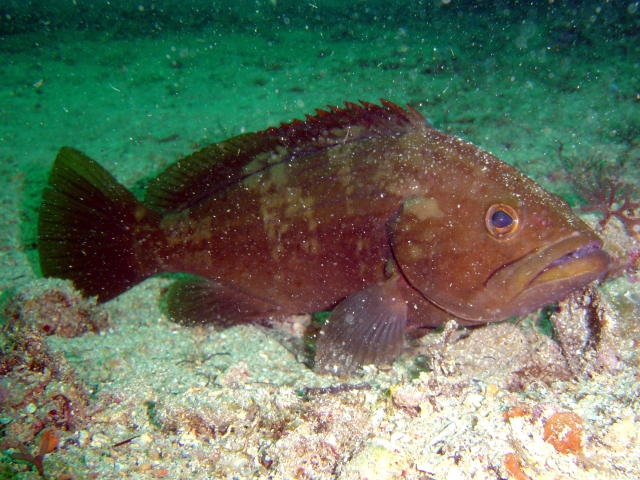
Epinephelus costae

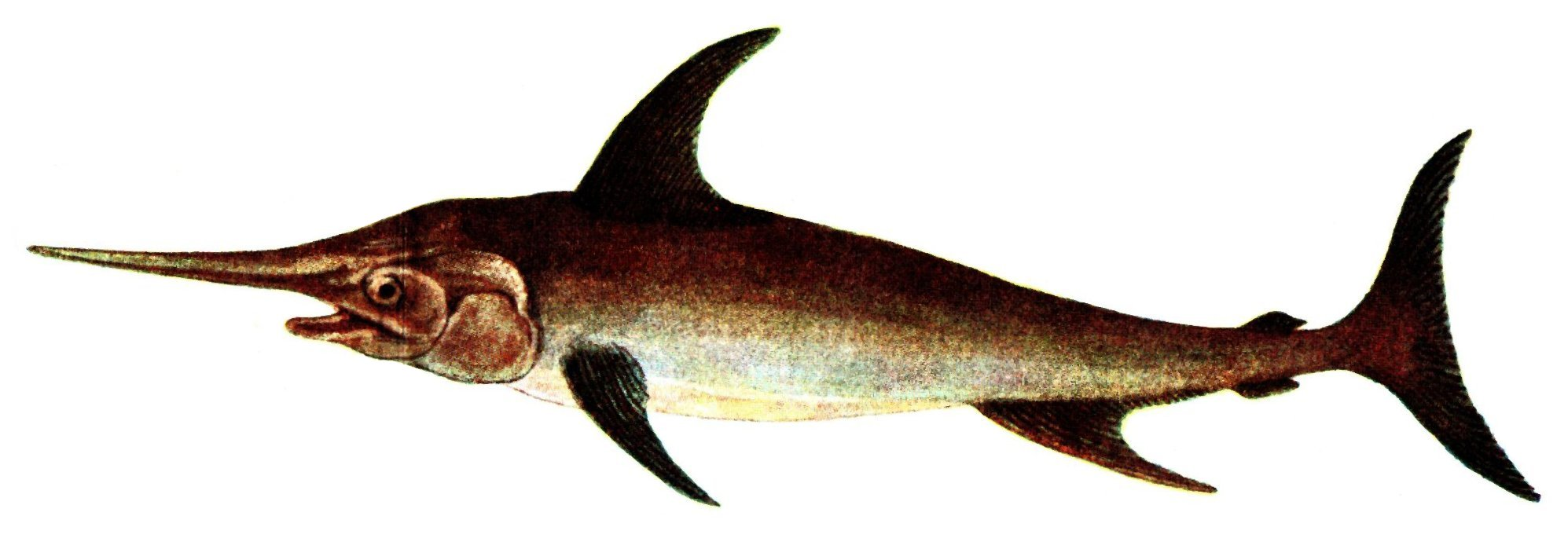
Xiphias gladius

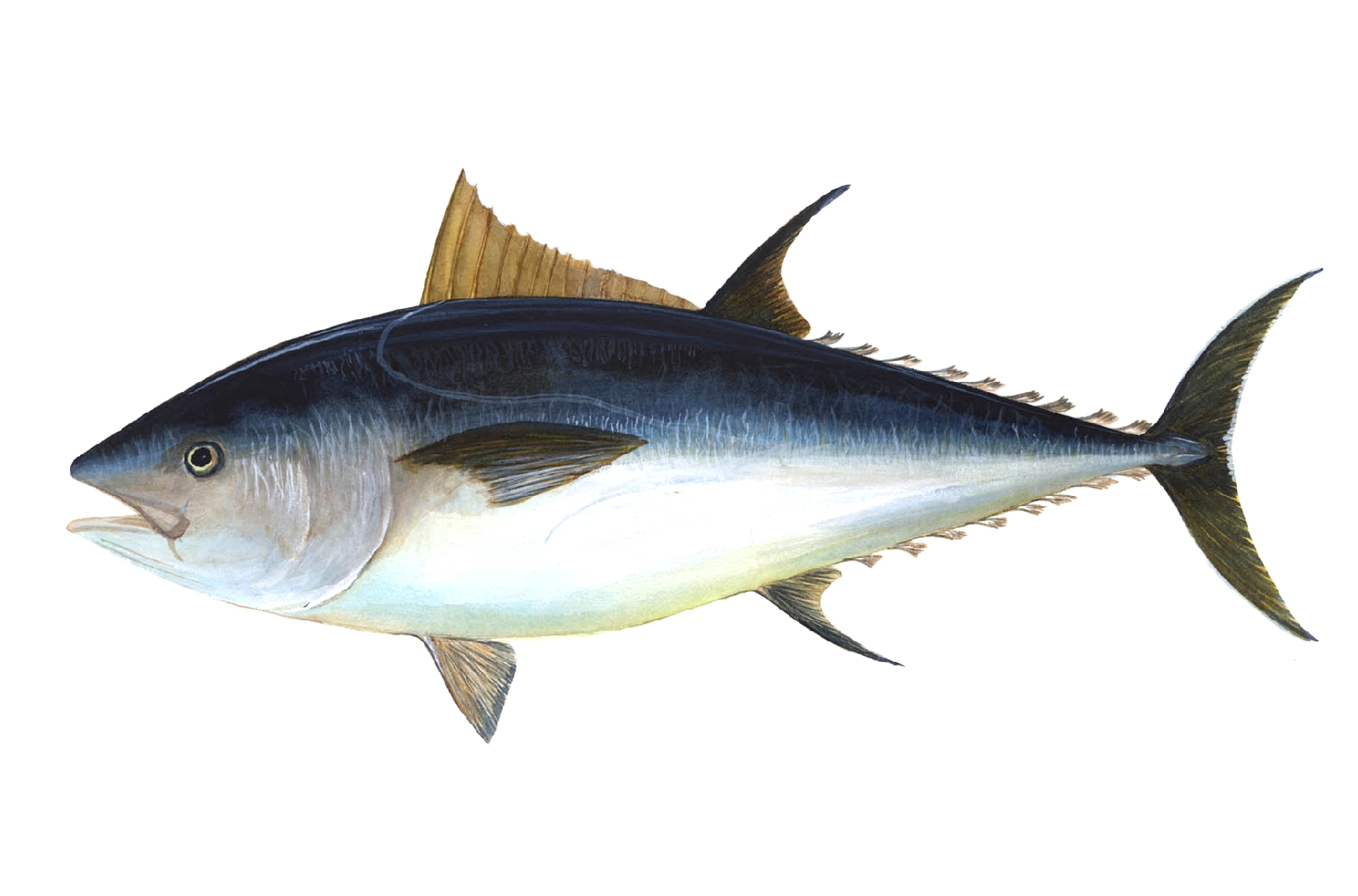
Thunnus thynnus

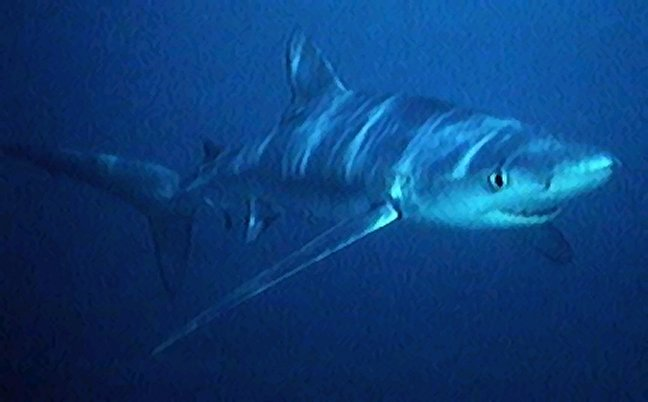
Prionace glauca

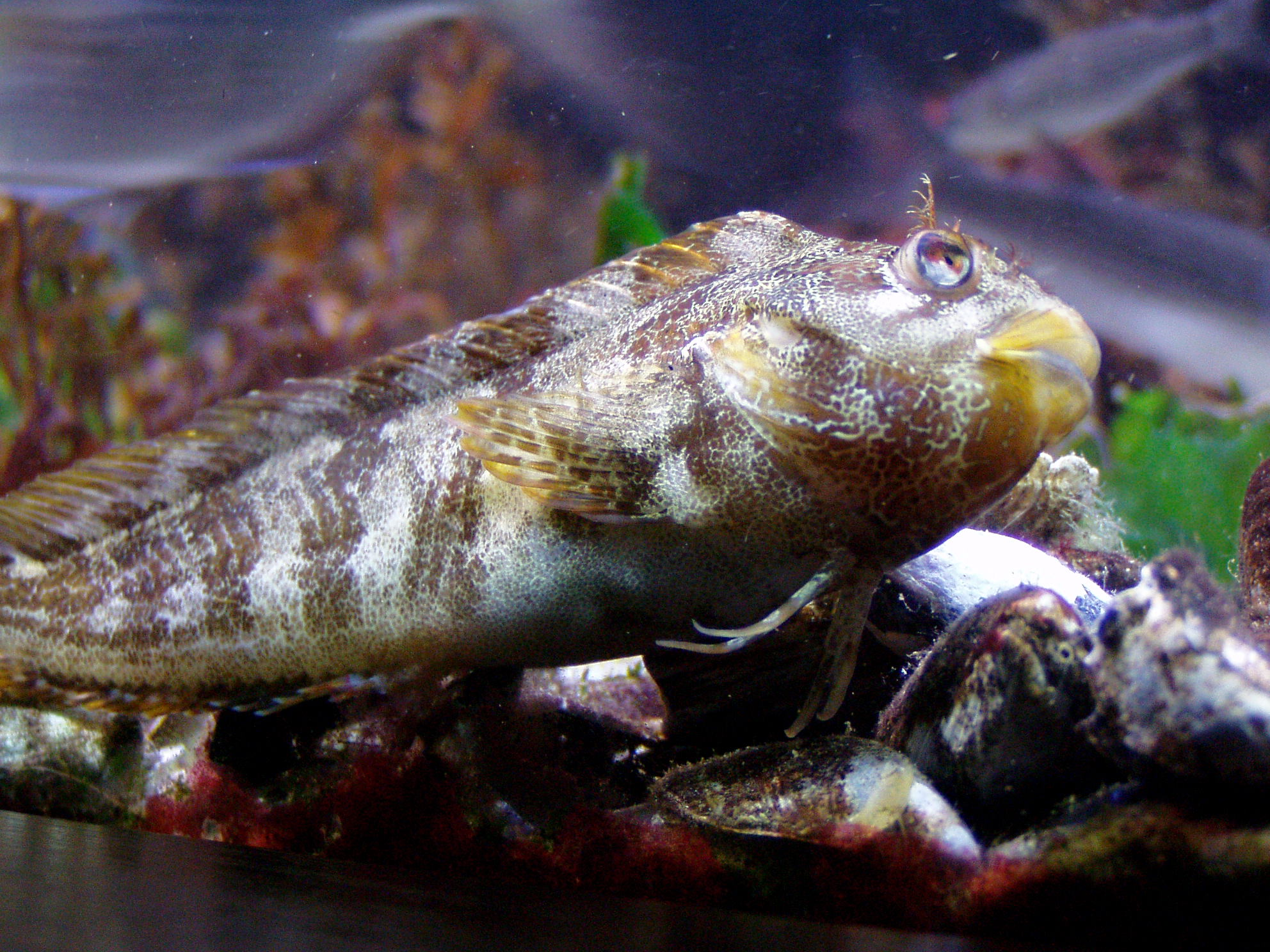
Parablennius gattorugine

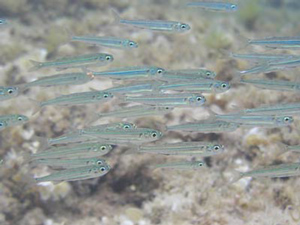
Atherina hepsetus

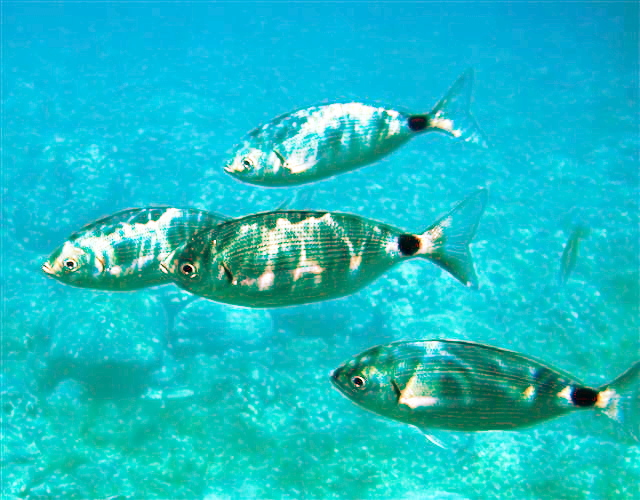
Oblada melanura

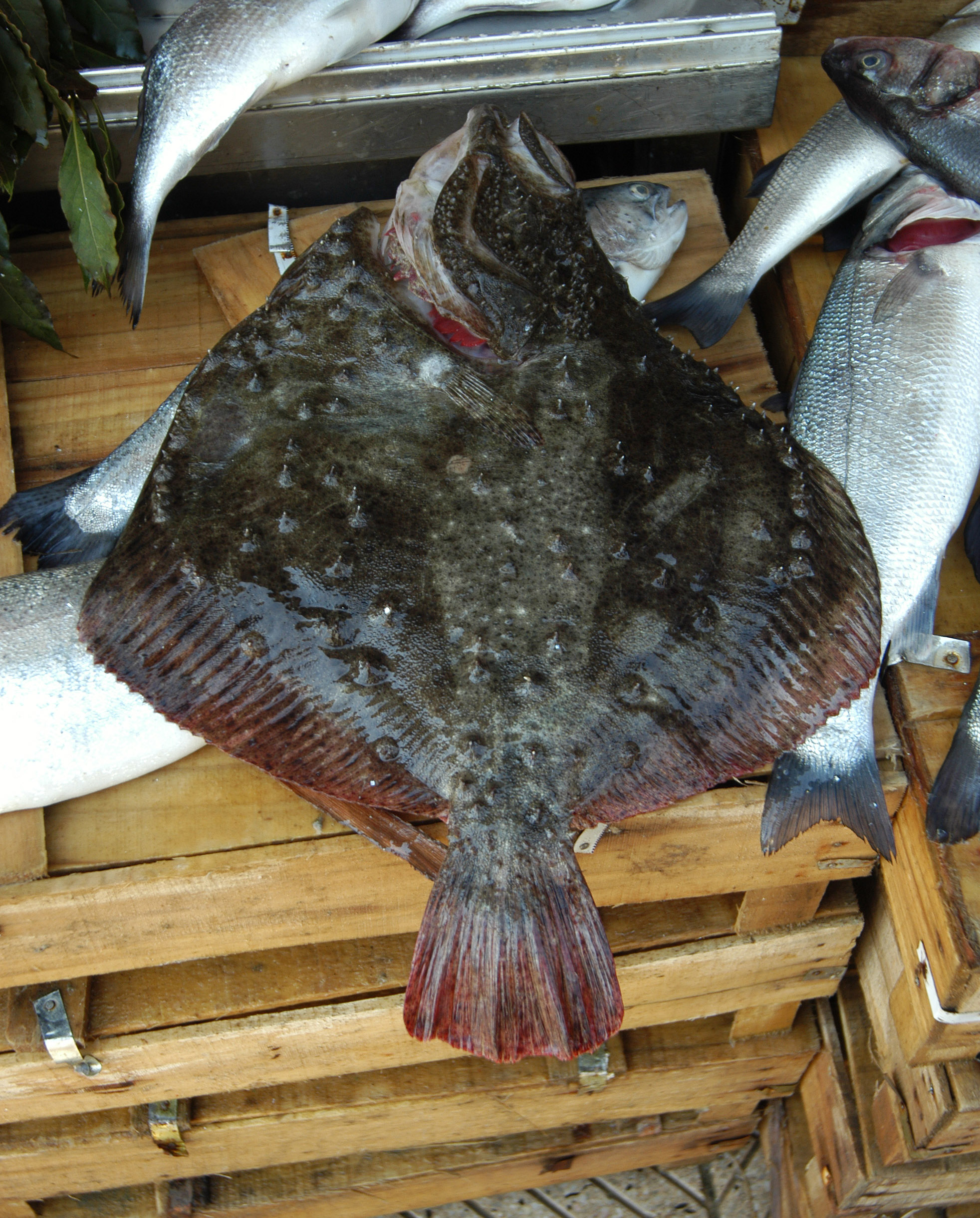
Psetta maeotica

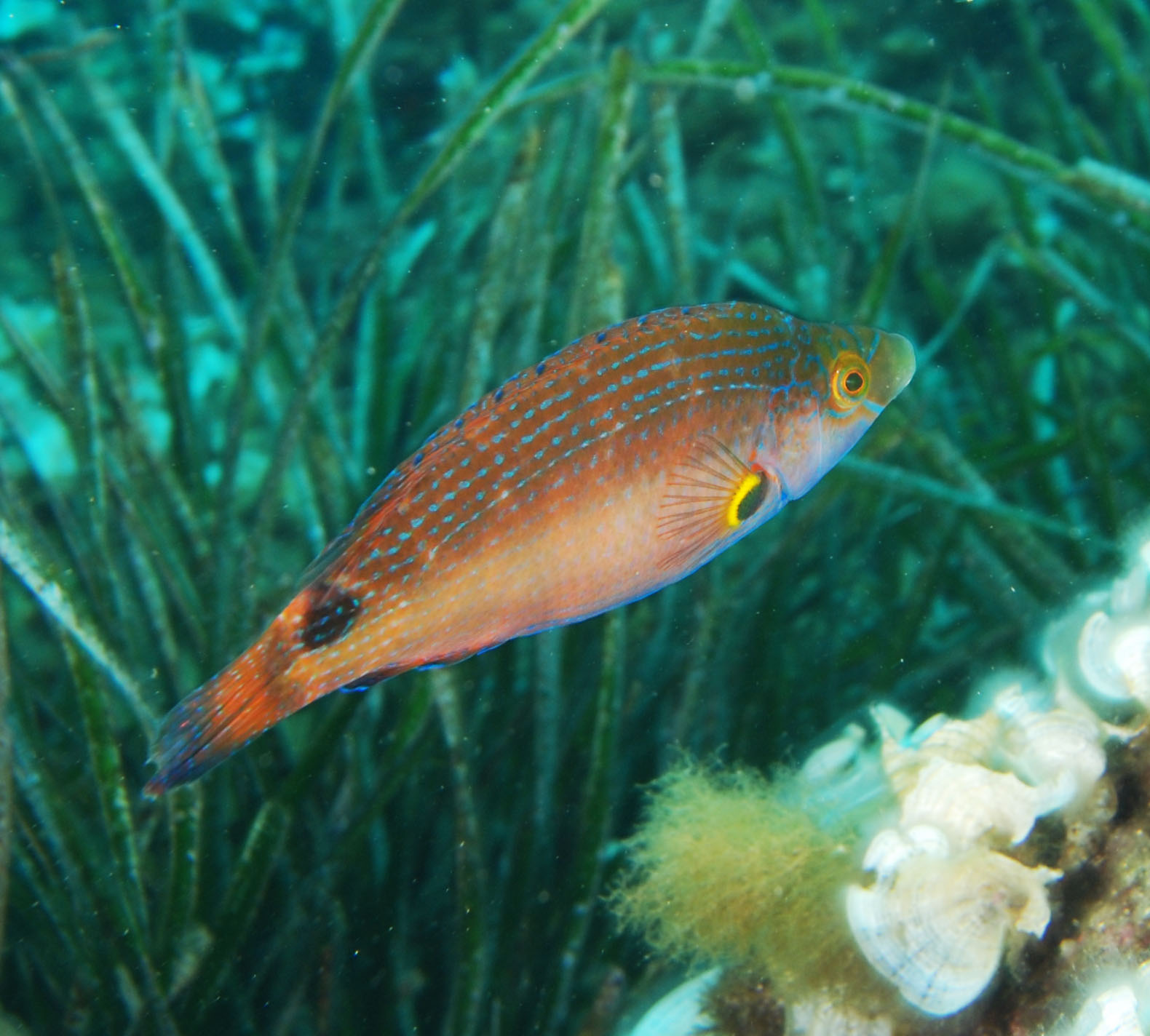
Symphodus mediterraneus

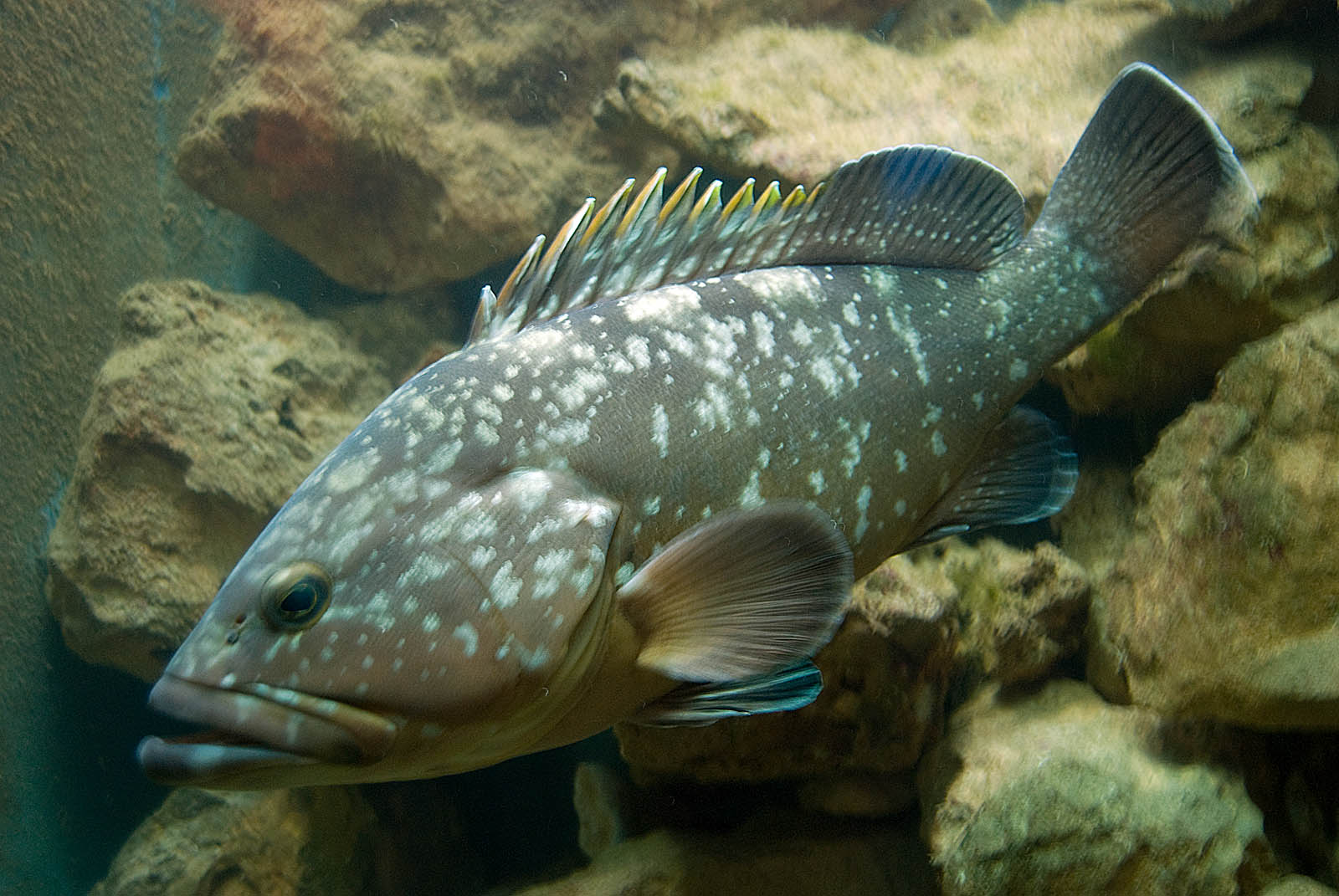
Epinephelus marginatus

Aquesta llista de peixos de la Mar Negra inclou les 193 espècies de peixos que es poden trobar a la mar Negra ordenades per l'ordre alfabètic de llur nom científic.

## A
- Acipenser gueldenstaedtii
- Acipenser nudiventris
- Acipenser persicus
- Acipenser ruthenus
- Acipenser stellatus
- Acipenser sturio
- Aidablennius sphynx
- Alburnus chalcoides
- Alopias vulpinus
- Alosa agone
- Alosa caspia caspia
- Alosa fallax
- Alosa immaculata
- Alosa maeotica
- Alosa tanaica
- Anguilla anguilla
- Aphia minuta
- Apletodon dentatus bacescui
- Argyrosomus regius
- Arnoglossus kessleri
- Arnoglossus laterna
- Arnoglossus thori
- Aspitrigla cuculus
- Atherina boyeri
- Atherina hepsetus
- Auxis rochei rochei

## B
- Balistes capriscus
- Belone belone
- Blennius ocellaris
- Boops boops
- Buglossidium luteum

## C
- Callionymus fasciatus
- Callionymus lyra
- Callionymus pusillus
- Callionymus risso
- Carassius gibelio
- Carcharhinus limbatus
- Cepola macrophthalma
- Chelidonichthys lucerna
- Chelon labrosus
- Chromis chromis
- Chromogobius quadrivittatus
- Clupeonella cultriventris
- Conger conger
- Coregonus lavaretus
- Coris julis
- Coryphoblennius galerita
- Ctenolabrus rupestris

## D
- Dactylopterus volitans
- Dasyatis pastinaca
- Dentex dentex
- Dentex macrophthalmus
- Dicentrarchus labrax
- Diplecogaster bimaculata bimaculata
- Diplecogaster bimaculata euxinica
- Diplodus annularis
- Diplodus puntazzo
- Diplodus sargus sargus
- Diplodus vulgaris
- Dipturus batis

## E
- Engraulis encrasicolus
- Epinephelus aeneus
- Epinephelus caninus
- Epinephelus costae
- Epinephelus marginatus
- Eudontomyzon mariae
- Euthynnus alletteratus
- Eutrigla gurnardus

## G
- Gaidropsarus mediterraneus
- Galeus melastomus
- Gasterosteus aculeatus aculeatus
- Gobius bucchichi
- Gobius cobitis
- Gobius niger
- Gobius paganellus
- Gymnammodytes cicerelus
- Gymnura altavela

## H
- Hexanchus griseus
- Hippocampus guttulatus
- Hippocampus hippocampus
- Huso huso

## K
- Knipowitschia cameliae
- Knipowitschia caucasica

## L
- Labrus merula
- Labrus mixtus
- Labrus viridis
- Lepadogaster candolii
- Lepadogaster lepadogaster
- Lepomis gibbosus
- Lichia amia
- Lipophrys adriaticus
- Liza aurata
- Liza ramada
- Liza saliens
- Lophius budegassa
- Lophius piscatorius

## M
- Merlangius merlangus
- Merluccius merluccius
- Mesogobius batrachocephalus
- Microchirus variegatus
- Mugil cephalus
- Mugil soiuy
- Mullus barbatus barbatus
- Mullus barbatus ponticus
- Mullus surmuletus
- Mustelus asterias
- Mustelus mustelus
- Mycteroperca rubra

## N
- Naucrates ductor
- Neogobius eurycephalus
- Neogobius fluviatilis fluviatilis
- Neogobius gymnotrachelus
- Neogobius melanostomus
- Neogobius platyrostris
- Neogobius ratan
- Neogobius syrman
- Nerophis ophidion

## O
- Oblada melanura
- Ophidion barbatum
- Ophidion rochei

## P
- Pagellus erythrinus
- Parablennius gattorugine
- Parablennius incognitus
- Parablennius sanguinolentus
- Parablennius tentacularis
- Parablennius zvonimiri
- Pegusa lascaris
- Pelecus cultratus
- Percarina demidoffii
- Platichthys flesus
- Pomatomus saltatrix
- Pomatoschistus marmoratus
- Pomatoschistus minutus
- Prionace glauca
- Proterorhinus marmoratus
- Psetta maeotica
- Psetta maxima
- Pungitius platygaster

## R
- Raja clavata

## S
- Salaria pavo
- Salmo labrax
- Salmo trutta trutta
- Sarda sarda
- Sardina pilchardus
- Sardinella aurita
- Sarpa salpa
- Sciaena umbra
- Scomber japonicus
- Scomber scombrus
- Scophthalmus rhombus
- Scorpaena notata
- Scorpaena porcus
- Scorpaena scrofa
- Scyliorhinus canicula
- Serranus cabrilla
- Serranus hepatus
- Serranus scriba
- Solea solea
- Sparus aurata
- Sphyraena sphyraena
- Spicara maena
- Spicara smaris
- Spondyliosoma cantharus
- Sprattus sprattus sprattus
- Squalius cephalus
- Squalus acanthias
- Squalus blainville
- Squatina squatina
- Symphodus cinereus
- Symphodus mediterraneus
- Symphodus ocellatus
- Symphodus roissali
- Symphodus rostratus
- Symphodus tinca
- Syngnathus abaster
- Syngnathus acus
- Syngnathus schmidti
- Syngnathus tenuirostris
- Syngnathus typhle
- Syngnathus variegatus

## T
- Thunnus alalunga
- Thunnus thynnus
- Tinca tinca
- Torpedo marmorata
- Trachinus draco
- Trachurus mediterraneus
- Trachurus trachurus
- Tripterygion tripteronotus

## U
- Umbrina cirrosa
- Uranoscopus scaber

## X
- Xiphias gladius

## Z
- Zeus faber
- Zosterisessor ophiocephalus[1]